# Sabadel-Latronquière
Sabadel-Latronquière é uma comuna francesa na região administrativa de Occitânia, no departamento de Lot. Estende-se por uma área de 12,29 km². Em 2010 a comuna tinha 96 habitantes (densidade: 7,8 hab./km²).